# قرار مجلس الأمن التابع للأمم المتحدة رقم 1030
قرار مجلس الأمن التابع للأمم المتحدة رقم 1030، المتخذ بالإجماع في 14 كانون الأول / ديسمبر 1995، بعد الإشارة إلى القرارين السابقين 968 (1994) و999 (1995) بشأن الحالة في طاجيكستان، مدد المجلس ولاية بعثة مراقبي الأمم المتحدة في طاجيكستان حتى 15 يونيو 1996 وتناول عملية المصالحة الوطنية في البلاد.
وفي العاصمة دوشانبي، بدأت المحادثات بين الحكومة والمعارضة ورحب بذلك مجلس الأمن. وكانت المسؤولية الأساسية للأطراف هي تسوية خلافاتهم بأنفسهم، ويتوقف الدعم الدولي على جهودهم للقيام بذلك. وقد تعهد كلا الطرفين بمواصلة المصالحة السلمية عن طريق التنازلات والتسويات. كما لفت المجلس الانتباه إلى عدم قبول الأعمال العدائية على الحدود مع أفغانستان.
ومُددت ولاية بعثة مراقبي الأمم المتحدة في طاجيكستان حتى 15 حزيران / يونيو 1996 بشرط أن يظل اتفاق طهران ووقف إطلاق النار ساريي المفعول وأن يلتزم الطرفان بالمصالحة الوطنية وتعزيز الديمقراطية. وطُلب من الأمين العام بطرس بطرس غالي تقديم تقرير عن الوضع كل ثلاثة أشهر.
وأُعرب عن القلق إزاء بطء التقدم في محادثات السلام، وشدد على الحاجة إلى التنفيذ الفوري لتدابير بناء الثقة. وشجع الحوار المباشر بين الرئيس إمام علي رحمن وزعيم حركة النهضة الإسلامية. كما تم حث الأطراف، بعثة مراقبي الأمم المتحدة في طاجيكستان، وقوات حفظ السلام التابعة لرابطة الدول المستقلة، وقوات الحدود، ومنظمة الأمن والتعاون في أوروبا على العمل بشكل أوثق.

## روابط خارجية
- نص القرار في undocs.org